# Paul Nelson (crítico)
Paul Nelson (Warren, 21 de enero de 1936—Manhattan, 4 de julio de 2006) fue un crítico y editor estadounidense, reconocido por sus colaboraciones con medios como Sing Out!, The Village Voice y Rolling Stone.

## Carrera
Nacido en Warren, Minnesota, Nelson inició su carrera como crítico musical en la década de 1960. En la siguiente década destacó por sus aportes a medios como Rolling Stone, The Village Voice y Circus, en los que reseñaba obras de artistas como Bruce Springsteen, Sex Pistols, Jackson Browne, Ramones y Elliott Murphy.
A comienzos de la década de 1980, su trabajo empezó a hacerse más escaso, a excepción de algunas piezas publicadas en los años 1990. Nelson falleció en julio de 2006 en Manhattan.